# Krzysztof Śniegocki
Krzysztof Bogdan Śniegocki (ur. 27 czerwca 1951 w Warszawie, zm. 22 listopada 2006) – polski prawnik, radca prawny, członek Trybunału Stanu.
W 1975 ukończył prawo na Wydziale Prawa i Administracji Uniwersytetu Warszawskiego. Po studiach był asystentem w Instytucie Nauk Prawnych Polskiej Akademii Nauk. W 1982 zdał egzamin sędziowski. W latach 1979–1985 był radcą prawnym w gabinecie ministra rolnictwa. W latach 1985–1988 zajmował stanowisko wicedyrektora Departamentu Prawnego Ministerstwa Ochrony Środowiska. Od 1988 do 1997 prowadził obsługę prawną firm. W 2001 i w 2005 z rekomendacji PSL był wybierany na członka Trybunału Stanu.
W 2003 odznaczony Złotym Krzyżem Zasługi.